# La Chapelle-du-Noyer
La Chapelle-du-Noyer és un municipi francès, situat al departament de l'Eure i Loir i a la regió de Centre – Vall del Loira. L'any 2007 tenia 1.046 habitants.

## Demografia

### Població
El 2007 la població de fet de La Chapelle-du-Noyer era de 1.046 persones. Hi havia 404 famílies, de les quals 76 eren unipersonals (16 homes vivint sols i 60 dones vivint soles), 168 parelles sense fills, 136 parelles amb fills i 24 famílies monoparentals amb fills.
La població ha evolucionat segons el següent gràfic:
Habitants censats

### Habitatges
El 2007 hi havia 442 habitatges, 410 eren l'habitatge principal de la família, 13 eren segones residències i 19 estaven desocupats. 439 eren cases i 1 era un apartament. Dels 410 habitatges principals, 325 estaven ocupats pels seus propietaris, 78 estaven llogats i ocupats pels llogaters i 7 estaven cedits a títol gratuït; 12 tenien dues cambres, 56 en tenien tres, 138 en tenien quatre i 204 en tenien cinc o més. 342 habitatges disposaven pel capbaix d'una plaça de pàrquing. A 166 habitatges hi havia un automòbil i a 215 n'hi havia dos o més.

### Piràmide de població
La piràmide de població per edats i sexe el 2009 era:
| Homes | Edats   | Dones |
| ----- | ------- | ----- |
| 0     | 95 o +  | 4     |
| 0     | 90 a 94 | 0     |
| 0     | 85 a 89 | 0     |
| 0     | 80 a 84 | 0     |
| 24    | 75 a 79 | 24    |
| 28    | 70 a 74 | 32    |
| 28    | 65 a 69 | 20    |
| 28    | 60 a 64 | 32    |
| 12    | 55 a 59 | 24    |
| 40    | 50 a 54 | 28    |
| 36    | 45 a 49 | 40    |
| 24    | 40 a 44 | 52    |
| 44    | 35 a 39 | 32    |
| 60    | 30 a 34 | 36    |
| 32    | 25 a 29 | 36    |
| 20    | 20 a 24 | 20    |
| 48    | 15 a 19 | 24    |
| 32    | 10 a 14 | 16    |
| 32    | 5 a 9   | 40    |
| 28    | 0 a 4   | 40    |

## Economia
El 2007 la població en edat de treballar era de 684 persones, 478 eren actives i 206 eren inactives. De les 478 persones actives 441 estaven ocupades (232 homes i 209 dones) i 37 estaven aturades (12 homes i 25 dones). De les 206 persones inactives 85 estaven jubilades, 75 estaven estudiant i 46 estaven classificades com a «altres inactius».

### Ingressos
El 2009 a La Chapelle-du-Noyer hi havia 409 unitats fiscals que integraven 1.028 persones, la mediana anual d'ingressos fiscals per persona era de 19.954 €.

### Activitats econòmiques
Dels 41 establiments que hi havia el 2007, 2 eren d'empreses de fabricació d'altres productes industrials, 4 d'empreses de construcció, 17 d'empreses de comerç i reparació d'automòbils, 3 d'empreses d'hostatgeria i restauració, 4 d'empreses d'informació i comunicació, 1 d'una empresa financera, 6 d'empreses de serveis, 1 d'una entitat de l'administració pública i 3 d'empreses classificades com a «altres activitats de serveis».
Dels 6 establiments de servei als particulars que hi havia el 2009, 2 eren tallers de reparació d'automòbils i de material agrícola, 1 fusteria, 1 lampisteria, 1 electricista i 1 restaurant.
Dels 3 establiments comercials que hi havia el 2009, 1 era un hipermercat, 1 una fleca i 1 una botiga d'electrodomèstics.
L'any 2000 a La Chapelle-du-Noyer hi havia 10 explotacions agrícoles que ocupaven un total de 1.002 hectàrees.

## Equipaments sanitaris i escolars
El 2009 hi havia una escola elemental.

## Poblacions més properes
El següent diagrama mostra les poblacions més properes.